# Vauchassis
Vauchassis è un comune francese di 528 abitanti situato nel dipartimento dell'Aube nella regione del Grand Est.

## Società

### Evoluzione demografica
Abitanti censiti